# Slag bij Colenso
De Slag bij Colenso was een gebeurtenis tijdens de Tweede Boerenoorlog op 15 december 1899. Militair gezien was deze actie van gering belang. De Britten braken hun offensief af zodra ze zagen dat het fout liep, met totale verliezen van minder dan vijf procent. Het moreel van de troepen leed er niet onder.
Publicitair en politiek gezien was deze actie een keerpunt in de oorlog. Hierbij speelde een rol dat dit de derde actie binnen een week was die niet goed afliep voor de Britten (samen met de Slag bij Magersfontein en de Slag bij Stormberg). In Groot-Brittannië stond deze week bekend als de Zwarte Week.
Het Britse volk had al een halve eeuw geen echte oorlog meegemaakt. Nu had het Britse Rijk de grootste expeditiemacht uit zijn geschiedenis uitgestuurd tegen twee van de kleinste landen ter wereld. Het resultaat was: honderden doden, duizenden gewonden en duizenden Britse militairen die zich overgegeven hadden. Dat was niet acceptabel. 

## Aanleiding van het gevecht
Tijdens de diplomatieke crisis besloten de Britten om troepen te sturen, zoals Milner had gevraagd: eerst snel 10 000 man, met dan eventueel een hoofdmacht van 35 000 man, als de situatie zich niet goed ontwikkelde.
Halverwege 1899 kreeg generaal Redvers Buller het algemeen commando over zuidelijk Afrika: hij was al (titulair) bevelhebber over de hoofdmacht van 35 000 man. Buller hoorde tot de Afrikafactie en was zo'n beetje de enige Britse generaal die ervaring had met de Boeren. Probleem was dat hij pas in Afrika het commando zou krijgen. Bij de voorbereiding van het uitsturen van die hoofdmacht werd hij overal buiten gehouden. 
Een eerste kwestie was dat Buller schatte dat die tienduizend niet voldoende waren; hij wilde snel ook de hoofdmacht versturen. Het Britse ministerie van defensie constateerde dat het veel geld kon besparen door de hoofdmacht een maand later te sturen (dit liep uit naar zes weken) en handelde daarnaar. 
Een tweede kwestie was de inschatting van de strategische situatie: voor Buller was duidelijk dat het terrein in het westen relatief vlak was en zich goed leende voor een massale aanval, terwijl in het oosten (Natal) het terrein zich beter leende voor de verdediging, met de rivier de Tugela als natuurlijke verdedigingslinie. Buller benadrukte al in juli en augustus voortdurend dat de tienduizend niet voorbij de Tugela mochten oprukken (en zeker niet Ladysmith moesten proberen te verdedigen). Met de tienduizend achter de verdedigingslinie van de Tugela zou het oosten gestabiliseerd zijn, en konden de vijfendertigduizend in het westen oprukken. 
Een laatste kwestie was dat Buller niet zijn eigen officieren mocht kiezen (behoudens zijn persoonlijke staf). 
Toen Buller in zuidelijk Afrika aankwam was daar algemene paniek. De tienduizend waren verslagen en opgesloten in Ladysmith. De verdedigingslinie van de Tugela was onbemand. Wat er aanwezig was aan Britse troepen in zuidelijk Afrika was ingesloten en werd belegerd. In de Kaapkolonie heerste de vrees dat de plaatselijke Boeren in opstand zouden komen. Buller zag zich genoodzaakt om de troepen die toen net aankwamen te splitsen (Lord Methuen werd naar het westelijke front gestuurd en Gatacre naar het centrale front), en nam zelf het commando over het moeilijkste deel, het front van Natal.
Bij Colenso had Buller dus exact de omgekeerde situatie als gepland. Het terrein was geschikt voor de verdediging, maar de tienduizend die aangewezen waren voor de verdediging waren elders. En niet alleen waren ze niet op hun plaats om de Tugela te verdedigen, maar ze werden belegerd in Ladysmith, waar ze gered moesten worden. In plaats van een deel van de oplossing waren ze een deel van het probleem. Buller zag zich geconfronteerd met de situatie die hij de vijand toegewenst had: een aanval over de Tugela, een natuurlijke verdedigingslinie.
Bij gebrek aan betrouwbare kaarten en zonder staf, behoudens de vier die zijn directe staf vormden (bij aankomst in Afrika had Buller zijn staf verspreid om de diverse gaten te vullen), besloot Buller om de rivier bij Potgieter over te steken, op ruime afstand van Colenso waar de Boeren hem zeker opwachtten. Bezwaar was wel dat hij eigenlijk niet genoeg rij- en trekdieren had (dankzij de bezuinigingsoperatie van het ministerie van defensie waren deze nog onderweg), maar dat wilde hij riskeren. Voor hij de operatie in gang kon zetten bereikte hem het nieuws over de slag bij Magersfontein en Stormberg. Nu durfde hij zijn troepen niet meer zover van de spoorlijn (zijn logistieke verbindingslijn) te verwijderen. Het werd toch de directe aanval op Colenso die hij zo hard had geprobeerd te vermijden.
Bij de Boeren had generaal Botha zijn eigen problemen. Hij was benoemd als tweede man voor generaal Joubert; na de overwinning bij Ladysmith was hij de initiator van een verder offensief. Met Joubert en zo'n vijftienhonderd Boeren was hij de Tugela overgestoken en had in Natal de befaamde overval op de pantsertrein uitgevoerd waarmee Winston Churchill zich vervoerde. Bij dat offensief was Joubert van zijn paard gevallen en gaandeweg nam Botha het bevel over. Terug aan de andere kant van de Tugela wist hij (met steun van de afscheid nemende Joubert) de Boeren te overtuigen de rivier te verdedigen. Veel Boeren hadden liever de verder weg liggende kopjes verdedigd; ook was het te verdedigen front langs de rivier rijkelijk lang voor de beschikbare troepen. Het centrale punt van Botha's plan was de brug die hij speciaal intact gelaten had, opdat de Britten exact daar zouden aanvallen.

## Het gevecht
Het Britse offensief begon met een beschieting van twee dagen. Deze maakte niet veel slachtoffers, maar na één dag besloten de Boeren op de linkerflank dat het wel mooi was geweest en trokken zich terug. Botha greep terug op Kruger, die hij een telegram stuurde. Kruger stuurde een krijgshaftig antwoord, waarmee Botha zijn Boeren een hart onder de riem stak en weer troepen bereid vond om de positie opnieuw in te nemen. Als de Britten na één dag hadden aangevallen hadden zij zo de hele stelling kunnen oprollen.

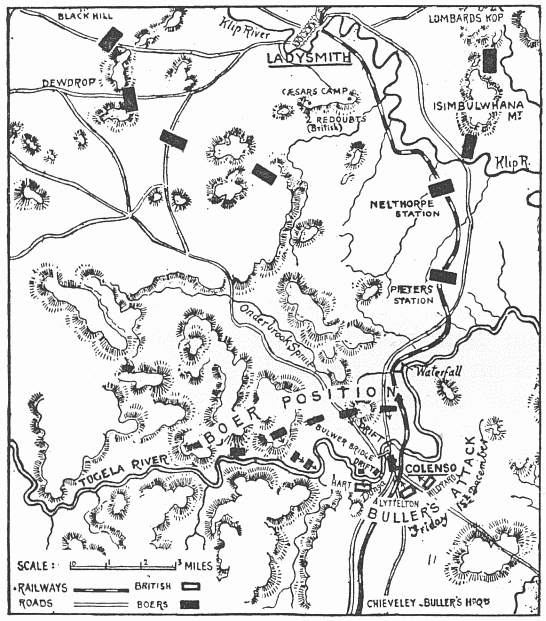
Plattegrond, van niet zo goede kwaliteit, maar de ingesloten bocht van de rivier staat er wel op (onderaan, iets rechts van het midden)

Het Britse plan bestond uit een aanval op drie punten, uitgevoerd door troepen die elkaar zouden ondersteunen. Twee officieren stuurden het plan in de war. De commandant van de Ierse brigade stelde zijn troepen in paradeformatie op en marcheerde naar de rivier; pogingen van zijn officieren om over te gaan tot een gevechtsformatie werden ferm gecorrigeerd. Bij de rivier aangekomen besloot de commandant zijn beide kaarten te negeren en een ingesloten bocht van de rivier in te trekken (aan drie kanten omsloten door de Boeren). Zijn troepen deden nog wel een poging om toch naar de opgedragen oversteekbare plaats te gaan maar werden teruggeroepen.
De andere officier was de commandant van drie batterijen artillerie die opdracht had om ondersteunend vuur te geven. In vroeger tijden, vóór de introductie van het moderne geweer, was het de gewoonte artillerie op te stellen vóór de eigen troepen om de vijand beter te kunnen beschieten. De commandant was kennelijk vergeten dat de tijden veranderd waren, alsook wat zijn orders waren. Hij stelde twee batterijen van zijn kanonnen vlak bij de Boeren op. Toen hij het vuur wilde openen besloot Botha dat het tijd was om zelf het vuur te openen. Zowel de artillerie als de Ierse Brigade kregen er stevig van langs.
Ruim vóór de Boeren het vuur openden had Buller beiden al orders gestuurd om zich terug te trekken, maar dit bleek toch te laat. Hij probeerde zelf een poging te organiseren om de kanonnen in veiligheid te brengen. Een aantal gevluchte artilleristen aangevuld met stafofficieren deed een dappere poging en wist twee kanonnen te redden, maar moest veel slachtoffers incasseren, waaronder luitenant Roberts. Een tweede poging, om meer kanonnen te redden, liep gruwelijk af. De Ierse brigade wist zich wel (deels) terug te trekken.
Op dat ogenblik inventariseerde Buller de stand van zaken. Op alle drie de aanvalspunten was het mis gegaan en was geen enkel resultaat geboekt. Weliswaar had het grootste deel van zijn strijdmacht nog geen actie gezien, maar het waren allemaal onervaren troepen en het was heel erg warm: de manschappen oogden bepaald verwelkt. Buller besloot dat hij meer te verliezen dan te winnen had bij voortzetting van het offensief en hield het voor gezien. Ook besloot hij tegen een nachtactie om de kanonnen terug te halen, omdat zijn troepen dan de hele dag in de hete zon zouden moeten wachten.

## Na afloop
Het belangrijkste deel van de dag kwam 's avonds. Buller had de hele dag hard gewerkt en zich voorbeeldig gedragen om het moreel van de troepen op peil te houden. 's Avonds was hij afgepeigerd, maar moest hij het resultaat nog rapporteren: hij verstuurde drie telegrammen. Eén ervan voor algemene publicatie, één aan het ministerie van defensie, en één aan de bevelhebber van Ladysmith. In dit laatste rapporteerde hij dat Ladysmith minstens de komende maand niet ontzet zou worden en dat, als ze dat niet vol konden houden, ze zich maar over moesten geven. Ook het telegram aan het ministerie van defensie was niet erg tactvol.
Deze telegrammen, gecombineerd met de "zwarte week", leidden ertoe dat de beslissing werd genomen dat veldmaarschalk Lord Roberts (de vader van bovengenoemde luitenant) werd aangesteld als opperbevelhebber in zuidelijk Afrika, met de populaire Kitchener als stafchef. Curieus detail is dat Roberts ook telegrammen stuurde aan het ministerie van defensie, en dat deze aanmerkelijk defaitistischer waren dan die van Buller (zo stelde Roberts dat Kimberley en Mafeking zich maar moesten overgeven). 
In de publieke opinie was Colenso een omslagpunt. Het Britse volk besefte ineens dat de oorlog ernst was en niet binnenkort voorbij zou zijn (men had gehoopt vóór Kerstmis). Dat de rest van Europa zich pro-Boer betoonde, droeg er ook toe bij dat de Britse publieke opinie plots heel patriottisch werd.
De dag na de aanval verstuurde Buller nog een telegram, waarin hij het ministerie van defensie opriep om een eenheid van achtduizend man te vormen, van mannen die redelijk konden schieten en redelijk te paard thuis waren. Hiermee erkende hij dat hij in feite het verkeerd soort troepen had voor de oorlog (de infanterie kon niet ver van de spoorlijn opereren). In Groot-Brittannië bleek een groot enthousiasme te bestaan; velen schakelden over van de vossenjacht naar de jacht op Boeren. Uiteindelijk omvatte deze Imperial Yeomanry zo'n 35 000 man.

## Victoria Cross
Aan vier Britse militairen werd het Victoria Cross toegekend voor hun optreden in de Slag bij Colenso (de Boerenrepublieken deden niet aan medailles, tijdens deze oorlog). De vier maakten allemaal deel uit van de groep die erin slaagde twee van de Britse kanonnen te redden onder intens geweervuur. Het waren kapitein Walter Congreve, kapitein Harry Scofield, korporaal George Nurse en luitenant Frederick Roberts, die tijdens de strijd dodelijk gewond raakte en de eerste Britse militair werd die postuum het Victoria Cross ontving.
Kraaipan · Kimberley · Talana Hill · Elandslaagte · Ladysmith (Slag) · Ladysmith (Beleg) · Belmont · Graspan · Modderivier · Stormberg · Magersfontein · Colenso · Spionkop · Vaalkrans · Paardeberg · Boven Tugela · Ladysmith (ontzet) · Poplar Grove · Driefontein · Slag bij Sannaspos · Boshof · Mafeking · Doornkop · Fabersput · Diamond Hill · Witpoort · Elandsrivier (1) · Bergendal · Bothaville · Rhenosterkop · Leliefontein · Nooitgedacht · Helvetia · Middelfontein · Hartbeesfontein · Groenkloof · Duivelskloof · Elandsrivier (2) · Bloedrivierpoort · Bakenlaagte · Groenkop · Tweebosch · Hartrivier · Rooiwal